# Tốc Ca Bát Lạt
Tốc Ca Bát Lạt (tiếng Hoa: 速哥八剌; tiếng Mông Cổ: Сугабал; ? - 1327) là chính thất Hoàng hậu của Nguyên Anh Tông Thạc Đức Bát Thích, Hoàng đế thứ năm của nhà Nguyên trong lịch sử Trung Quốc.
Bà xuất thân cao quý, là cháu ngoại của Nguyên Thành Tông Thiết Mộc Nhĩ và có quan hệ họ hàng với nhiều Hoàng đế đời sau của nhà Nguyên. Bà có người tỷ muội ruột là Diệc Liên Chân Bát Lạt, Hoàng hậu của Nguyên Thái Định Đế Dã Tôn Thiết Mộc Nhi.

## Tiểu sử
Tốc Ca Bát Lạt thuộc bộ tộc Diệc Khải Liệt thị (亦启烈氏), xuất thân hiển hách. Thân phụ là A Thất Xương vương (阿失昌王), thống lĩnh Diệc Khải Liệt bộ. A Thất Xương là huyền tôn của Bột Ngốc (孛秃), người có quan hệ thông gia với Thành Cát Tư Hãn: huynh trưởng một trong số các Hoàng hậu của Thành Cát Tư Hãn và là phu quân của Hỏa Thần Biệt Các (火臣别吉), con gái Thành Cát Tư Hãn (được Nguyên Anh Tông truy phong Xương Quốc Đại Trưởng Công chúa).
Thân mẫu Tốc Ca Bát Lạt là Xương Quốc Công chúa Ích Lý Hải Nha (益里海雅), con gái của Nguyên Thành Tông. Ngoài bà ra, Công chúa còn có con gái khác là Diệc Liên Chân Bát Lạt, sau là Hoàng hậu của Nguyên Thái Định Đế. Xét vai vế gia tộc, bà là cháu gọi Nguyên Thành Tông bằng ông ngoại; gọi Nguyên Vũ Tông, Nguyên Nhân Tông, Nguyên Thái Định Đế bằng cậu họ; và là chị em họ của Nguyên Anh Tông, Nguyên Văn Tông, Nguyên Minh Tông, Nguyên Thiên Thuận Đế. Bà là vị Hoàng hậu có thân thế tôn quý bậc nhất trong các Hoàng hậu nhà Nguyên khi có ông ngoại, các cậu và phu quân đều là Hoàng đế.

## Đại Nguyên Hoàng hậu
Không rõ năm Tốc Ca Bát Lạt được gả cho Nguyên Anh Tông. Năm Chí Trị nguyên niên (1321), bà được sách lập Hoàng hậu và nhận sách bảo. Tuy nhiên bà chỉ yên vị 2 năm ngắn ngủi.
Tháng 9 năm 1323, Anh Tông bị đội quân của Thiết Thất - phe cánh Thiếp Mộc Điệp ám sát khi đang nghỉ ngơi tại Nanpo. Thiết Thất đón Dã Tôn Thiết Mộc Nhi về để đăng cơ, tức Nguyên Thái Định Đế. Vì là cháu của Thái Định Đế, Tốc Ca Bát Lạt không được tôn Hoàng thái hậu mà tiếp tục danh xưng Hoàng hậu, dù khi này chỉ là góa phụ Hoàng hậu, địa vị không bằng Bát Bất Hãn, chính thất của Thái Định Đế.
Năm Thái Định thứ 4 (1327), Hoàng hậu Tốc Ca Bát Lạt băng thệ, được tôn thụy hiệu Trang Tĩnh Ý Thánh hoàng hậu (庄静懿圣皇后).